# Scaligeria korshinskii
Scaligeria korshinskii är en flockblommig växtart som först beskrevs av Vladimir Ippolitovich Lipsky, och fick sitt nu gällande namn av Jevgenij Korovin. Scaligeria korshinskii ingår i släktet Scaligeria och familjen flockblommiga växter. Inga underarter finns listade i Catalogue of Life.